# أنتونيو ليون أمادور
أنتونيو ليون أمادور (بالإسبانية: Leoncito)‏، والمعروف باسم يونيسيتو (من مواليد 30 أغسطس 1909 - 11 مارس 1995) لاعب كرة قدم إسباني سابق. ولد في إشبيلية.

## مسيرته الكروية
قضى أمادور مسيرته كلاعب خط وسط. أهم جزء من حياته المهنية كان لعبه لريال مدريد في أكثر من 100 مباراة، وسجل فيها تسع أهداف.

### الأندية التي لعب فيها
| النادي            | الدولة  | الفترة    |
| ----------------- | ------- | --------- |
| ديبورتيفو لينويسا | إسبانيا | 1928–1930 |
| ريال مدريد        | إسبانيا | 1930–1936 |
| إشبيلية           | إسبانيا | 1939–1940 |
| ريال مدريد        | إسبانيا | 1940-1942 |
| ريال بلد الوليد   | إسبانيا | 1942–1944 |

## وصلات خارجية
- أنتونيو ليون أمادور على موقع قاعدة بيانات كرة القدم.إي يو (الإنجليزية)
- أنتونيو ليون أمادور على موقع ناشيونال فوتبول تيمز (الإنجليزية)
- أنتونيو ليون أمادور على موقع عالم كرة القدم.نت (الإنجليزية)

- worldfootball.net profile
- Real Madrid profile
- futbol.sportec.es profile